# Histoire de Quimper

Les Armoiries de Quimper se se blasonnent ainsi :
D'azur au bélier d'argent accorné et onglé d'or; au chef d'hermine.
Devise: « unanet e vimp kreñv » (unis nous serons forts).
Timbre : une couronne murale.
Historique : Ces armoiries datent de 1697. En effet, en novembre 1696, un édit royal de Louis XIV imposa l’établissement d’un recueil de toutes les armoiries du royaume. Charles d'Hozier fut chargé de ce travail. L’armorial de Guy Le Borgne rédigé en 1667 donnait pour armes anciennes à la ville de Quimper : De gueule au cerf passant d’or, au chef d’azur semé de France. Après l'union de la Bretagne à la France, la ville de Quimper cessa d’utiliser ces armes et comme d’autres cités bretonnes choisit un blason aux hermines de Bretagne mi-parti des lys de France jusque 1697. Au XVIe siècle, sur les armes de l'évêque de Quimper figurait un mouton d’argent.

## Préhistoire
Le site était de nature à attirer très tôt une population: en effet, outre la confluence de deux cours d'eau importants localement, l'Odet et le Steïr, la ville se trouve au fond d'une ria, ou aber (la marée remonte depuis l'océan, sur environ 18 km), et à la hauteur d'un gué.
Le Quimper préhistorique et antique a fait l'objet de recherches archéologiques importantes depuis le début du XIXe siècle (notamment sous l'égide, à partir de 1873, de la Société archéologique du Finistère), mais celles-ci ont connu un développement décisif, selon les méthodes modernes de fouille, avec la création en 1970 d'un Centre municipal d'étude et de recherche archéologique.
Des silex retrouvés à Pluguffan, commune limitrophe, sont datés de 6 000 ans. Le quartier de Kerjestin a fourni des vestiges (tertre funéraire, céramique) s'échelonnant du Néolithique au Bronze ancien (3000-1800 av. J. C.), celui de Penancreac'h les traces d'un habitat important datant de la fin du IIIe millénaire avant notre ère, celui du Braden des fragments de poterie remontant à 1800 av. J. C. environ. D'autres trouvailles disséminées sur tout le territoire de la commune (haches, tessons…) et remontant aux mêmes époques montrent que la zone a été occupée depuis plusieurs millénaires.

## Protohistoire
Des vestiges d'un oppidum ont été mis au jour au sommet de la colline de Kercaradec (quartier Ouest), et des traces d'habitats datant de l'âge du fer (VIe-Ier s. av. J. C.), de forges et de sépultures ont été trouvées dans les quartiers d'Ergué-Armel et de Penhars avec une concentration sur le site du Braden. Une activité agricole florissante semble s'être développée à cette époque.
La découverte en 2003 d'une agglomération gauloise à cheval sur le Steïr au nord de Quimper, près du village de Kergolvez en Guengat, a apporté la confirmation d'un peuplement important de la zone dès avant la conquête romaine, puisque les datations vont du IIe siècle av. J.-C. ou du Ier siècle av. J.-C. à un abandon daté de -30. Des traces d'artisanat ont été trouvées et des scories métalliques indiquent une activité métallurgique notable. L'habitat, à l'époque, semble donc s'être présenté sous la forme d'un ensemble de villages ou hameaux.

## Antiquité
Des écrits de Jules César et des historiens grecs, on déduit que le site de Quimper était inclus dans la cité des Osismes dont la capitale, au moins après la conquête romaine, était Vorgium (Carhaix).
Une agglomération gallo-romaine (Civitas Aquilonia) d'une quinzaine d'hectares a été repérée dans le quartier de Locmaria. Elle fut fondée sous le règne de l'empereur Auguste et fut surtout florissante aux deux premiers siècles de notre ère. Elle comportait un forum et des thermes situés au centre d'un plan orthogonal, dont un élément significatif a été retrouvé en 2006 à proximité d'un probable port sur l'Odet et d'une acropole située sur le sommet occidental du mont Frugy. Une voie romaine la reliait à Vannes et d'autres à Brest, Carhaix et la pointe du Van.
Le quartier de Roz-Avel, à deux kilomètres au nord-ouest du centre-ville actuel, comportait  au début du Ier siècle une grande et belle villa avec des thermes privés qui restent utilisés jusqu'à la fin du IIIe siècle ; c'est aujourd'hui le site gallo-romain de Roz-Avel. Une villa similaire existait à Kervéguen, à la limite Est, près de l'Odet.
En mars 2019, 140 urnes funéraires sont exhumées de la nécropole romaine du Frugy.

## Moyen Âge

### Apparition de Quimper dans les textes

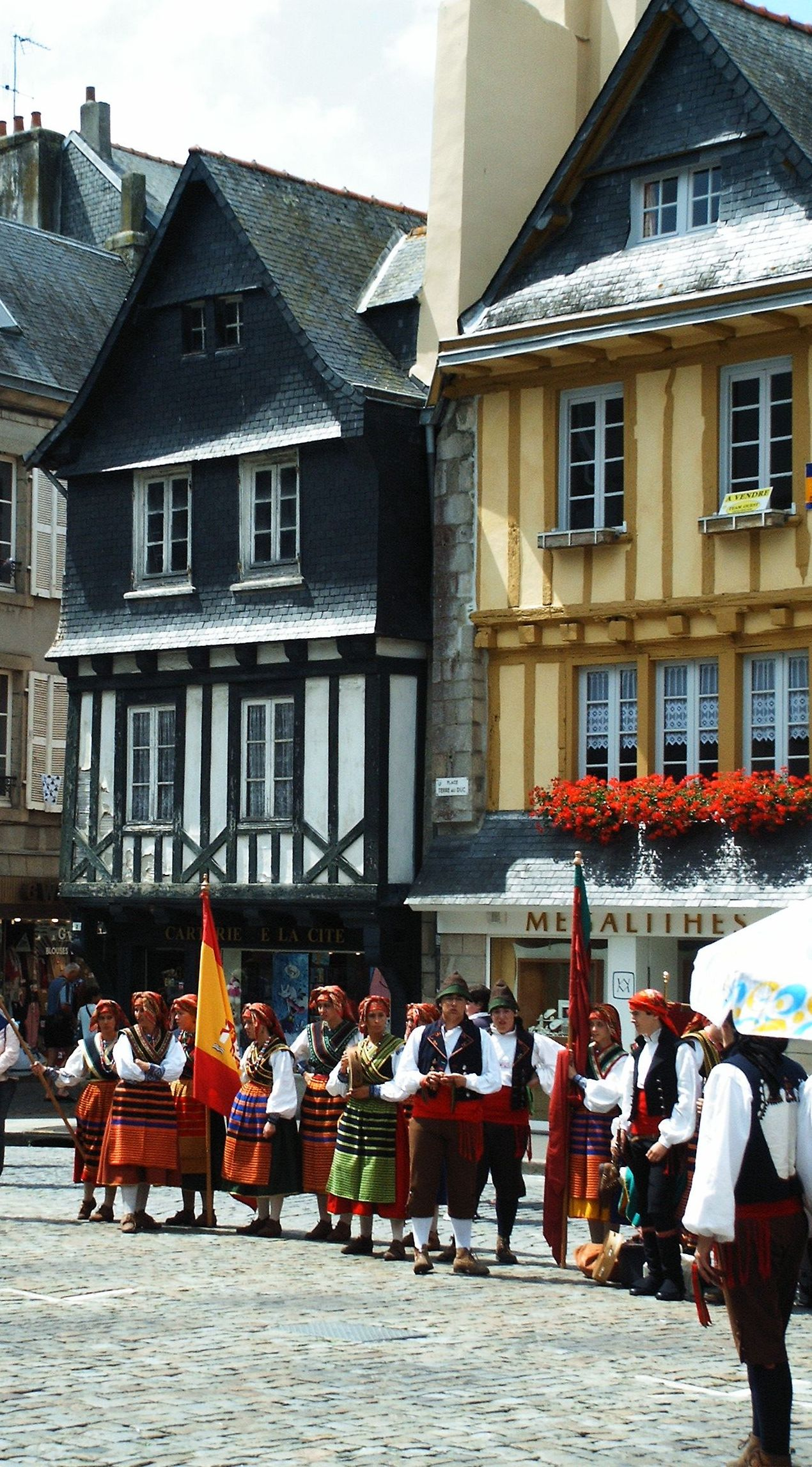
Le vieux Quimper

La cité gallo-romaine semble disparaître à peu près complètement dès le IVe siècle (en tout cas d'un point de vue archéologique), et on ignore tout de l'histoire du site au cours du très Haut Moyen Âge, excepté le fait qu'un peuplement ait subsisté dans le quartier portuaire où a été retrouvée une nécropole de l'époque carolingienne. Une civitas aquilonia, au nom latin obscur (la cité du Nord, mais du Nord de quoi?), est mentionnée dans un acte daté d'environ 1020 dans le nom d'un lieu de culte Sancta Maria in aquilonia civitate: elle existait autour de l'église abbatiale de Locmaria comme semble le confirmer un autre acte de 1124 par lequel l'abbaye devient un prieuré de Saint-Sulpice de Rennes. L'abbaye de femmes semble avoir été fondée par des donations du comte et évêque de Cornouaille, Binidic (Benoît), peu avant sa mort en 1055, et bénéficier de la protection de son fils, Alain Canhiart, son successeur au comté, dont la fille, Hodierne, est la première abbesse connue.
Cette ancienneté a amené à supposer que Locmaria a été le premier siège de l'évêché de Quimper et donc de sa cathédrale.
Déjà vers l'an 900, un certain Huarwethen porte le titre d'évêque de Saint-Corentin; le personnage de saint Corentin, premier évêque de Quimper selon la tradition, est mentionné vers 880 dans la Vie de saint Guénolé, due à Wrdisten (Gourdisten), abbé de Landévennec. Dès les années 850, un autre document parle d'un dénommé Anaweten, qualifié d'évêque de Cornouaille (episcopus Cornugallensis), et il n'est pas douteux qu'il devait résider à Quimper.
Le nom de Kemper ou de Quempercorentin apparaît à la fin du XIe siècle. La référence toponymique au confluent (Kemper en breton) de l'Odet et du Frout est due à sa proximité immédiate du centre urbain et de la cathédrale Saint-Corentin. On trouve aussi les termes latins Confluentia et aussi C(h)orisopitum (dans le titre Corisopitensis presul attribué à l'évêque au milieu du XIe siècle), ce que l'on croit être une cacographie de Curiosolitum (le nom, employé au génitif, de l'ancienne cité gauloise des Curiosolites, chef-lieu « Fanum Martis »/Corseul, près de Dinan), résultat, donc, d'une simple erreur d'un clerc de l'époque.

### Les brumes des légendes, des cartulaires et des Vies de saints bretons
Sa Vie latine fait de saint Corentin un protégé de Gradlon, roi de Cornouaille ayant échappé à la submersion de la ville d'Ys et auquel le prince aurait fait don de son château pour établir son palais épiscopal, ce qui expliquerait le nom de "Tour-du-Châtel" (en latin Circuitus Castri, c'est-à-dire le "pourtour du château") donné autrefois à la place entourant la cathédrale. Cependant ces événements, sûrement en grande partie fictifs, sont généralement situés vers le Ve siècle, alors que rien ne permet d'affirmer l'existence d'un évêché chrétien à cette époque, d'autant que les Bretons n'eurent longtemps pas de diocèses territoriaux. Selon certains historiens modernes, le diocèse de Quimper aurait été fondé seulement au IXe siècle, après la conquête carolingienne de l'Armorique. 
Trois Gradlon sont connus par le Cartulaire de Landévennec, mais le seul pouvant avoir laissé une trace est le troisième, Gradlon de Plonéour-(Lanvern), dont le petit-fils supposé, Dilès, fit justement une donation de terres de Plonéour à l'abbaye de Landévennec.
Saint Corentin est associé dans la légende à un ermite de Kerfeunteun pour lequel il aurait créé par miracle la fontaine sacrée toujours visible près de l"église et saint Guénaël aurait été remarqué par saint Guénolé dans les rues de Quimper, n'ayant encore que onze ans. L'ayant fait éduquer à l'abbaye de Landévennec, le disciple serait devenu son successeur. 
Selon le Cartulaire de Landévennec, Corentin aurait eu pour successeur Guenuc et Allorus, ce dernier pouvant être le fondateur de la paroisse d'Ergué-Armel, à trois kilomètres de la cathédrale. La Vie latine de saint Méloir, donné comme petit-fils du comte de Cornouaille, Budic Meur, montre le meurtrier du saint emmené par l'oncle Rivod, commanditaire du meurtre, au sommet du mont Coci dans lequel, il semble approprié de voir le Mont Frugy.
On trouve à Locmaria quelques traces d'un culte de saint Tudy, dit aussi saint Pabu (voir à ce propos l'équivalence avec Saint Tugdual) : la donation de l'évêque Binidic (un peu avant 1055) mentionne une pierre Maen Tudi et une fontaine de Pabu sur le minihi (territoire propre) de l'abbaye Sainte-Marie de Locmaria, près du mont Frugy, mentionné comme le Cnech Cuki. il a donc peut-être existé en ce lieu, avant l'abbaye Sainte-Marie, un monastère dédié à saint Tudy, ce dernier formant une triade avec saint Corentin et saint Guénolé, tant dans la Vie de saint Guénolé de Wrdisten que dans la Vie de saint Corentin (XIIe siècle). Autres preuves d'un lieu de prière ancien, la référence tardive à une chapelle Saint-Colomban (Irlandais du Ve siècle, auteur d'une règle monastique) et le fait qu'un abbé, Gourki, est présent lors de la donation principale, donc avant la création de l'abbaye de femmes. Mais rien encore de probant n'a été découvert sur la préhistoire du siège épiscopal, qui n'est pas donné comme d'origine insulaire comme d'autres en Bretagne.

### Les relations complexes entre les pouvoirs civils et religieux
Le haut Moyen Âge montre, de façon plus certaine, autour de l'an 1000, une confusion du pouvoir comtal et épiscopal sous un certain Binidic, fils de Budic de Châteaulin. Cette situation contestable est dénouée par l'attribution du comté de Cornouaille à Alain Canhiart (ou Cainhart), fils de Binidic, et celle de l'évêché successivement à son frère, Orscand, puis au fils de celui-ci, Binidic. Il en restera le fait que l'évêque gardera jusqu'en 1791 la possession de la ville fortifiée entre l'Odet, le Steïr et le Frout, le duc de Bretagne, successeur des comtes de Cornouaille, gardant le faubourg ouest connu sous le nom de la Terre-au-Duc.
Deux seigneuries se partagent l'essentiel du pouvoir économique (marchés, moulins, fours banaux, octrois, péages), celle de l'évêque en sa ville close de murailles entre l'Odet, le Steïr et le Frout et le prieuré bénédictin féminin de Locmaria qui contrôle les entrées et sorties maritimes, mais, dans ce qui reste, les possessions sont enchevêtrées et matières à d'innombrables querelles et procès. 
En 1210, le duc est contraint de détruire la maison forte qu'il avait édifié sur le fief de l'évêque et seul l'arbitrage du pape permettra la construction, au confluent, d'un petit château  en 1453, dont fort peu de traces subsistent. Dans le même état d'esprit, les évêques s'opposent à la levée des impôts par l'État ducal qui s'affirme. Choisis dans l'entourage ducal, ils doivent accepter l'impôt, mais refusent pourtant garnison et atelier monétaire.

### L'essor du bas Moyen Âge
En 1239, l'évêque Raynaud décide de reconstruire sur place la cathédrale romane (commencée en 1128?) et, malgré le fait que la construction ait duré 254 ans, le nouveau sanctuaire gothique, privé de flèches sur ses deux tours jusqu'en 1856, montre une homogénéité remarquable. Le chantier aura subi un arrêt prolongé aux XIVe et XVe siècles, années noires pour la Cornouaille (guerre de Succession de Bretagne, épidémies).
Pendant la guerre de Succession de Bretagne, l'évêque Geoffroy de Kermoysan  prend le parti de Charles de Blois : Quimper est assiégé par Jean de Montfort. Geoffroy rassemble les habitants pour délibérer et la résolution unanime est prise d'ouvrir les portes au vainqueur. À la suite de la prise de position de l'évêque de Quimper en faveur de Jean de Montfort, Quimper est mis à sac par Charles de Blois. C'est vraisemblablement à cette période que l'ancien château de Kermoisan est démantelé.
Geoffroy de Kermoysan (Pommerit-Le-Vicomte 1310 - 1380) était entré dans l'ordre savant de Saint Benoit, et devint abbé de la Couture (abbaye fondé fin VIe siècle au Mans par Saint Bernard), puis fut nommé évêque de Cornouaille (Quimper) en 1358 et de Dol (12 août 1369).
Il est présent sur un acte d'Avignon, de 1372, traitant de la fondation de la chapellenie du château de Pont-l'Abbé, en tant qu'évêque de Quimper, et il assiste en 1375 au parlement tenu à Paris pour fixer la majorité des rois à 14 ans.

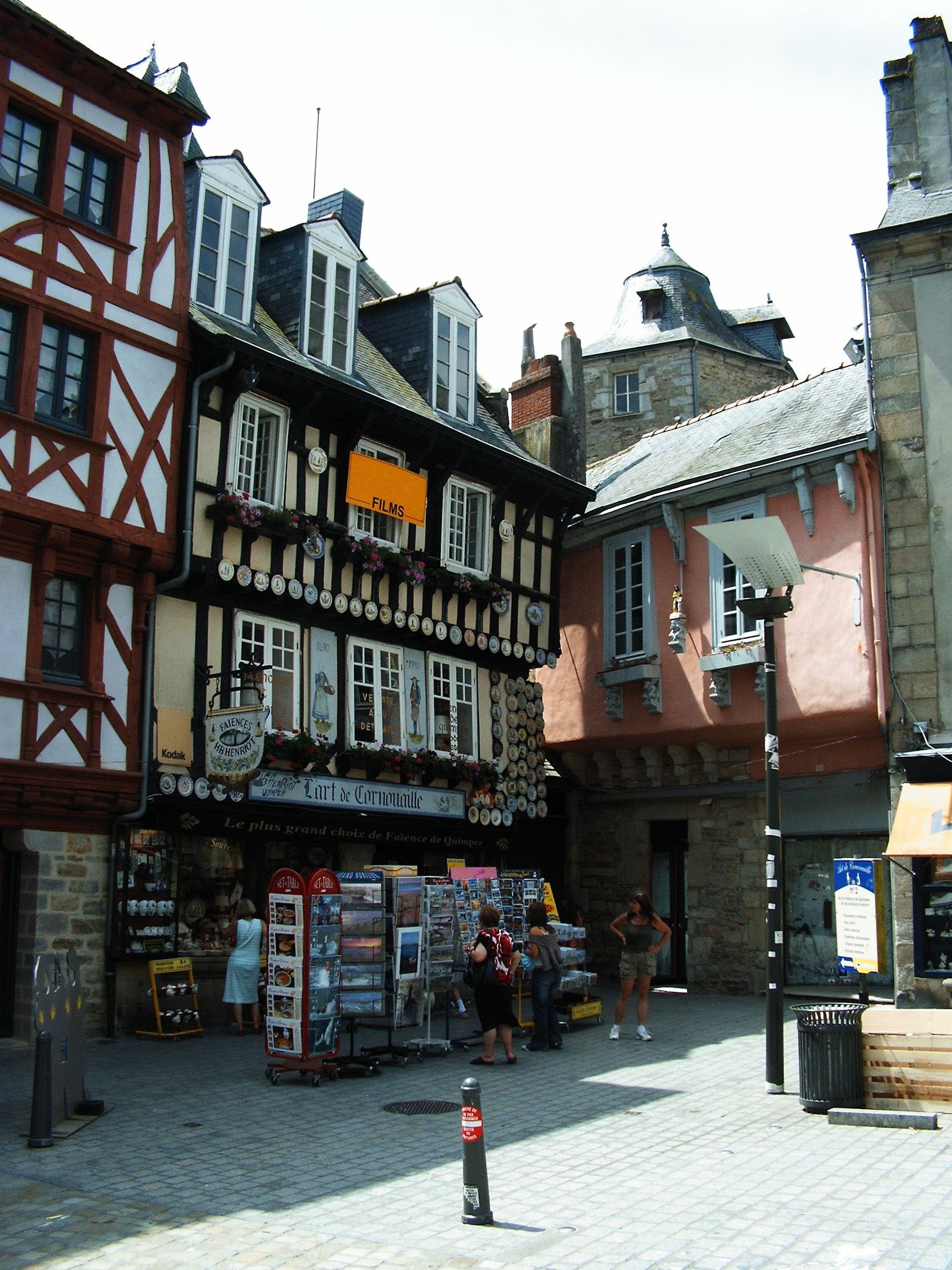
Le vieux Quimper

La ville se développant, le duc de Bretagne, qui voit son pouvoir politique se renforcer et ne manque pas de l'exprimer par l'apposition de son blason sur les remparts et sur les églises, est amené à tenir compte des notables et à leur octroyer des privilèges pour favoriser l'économie locale et donc ses propres rentrées fiscales.
Le mouvement s'amorce par un acte de Jean IV en 1387, mais, si des réunions du « corps de ville » sont attestées dans l'une des chapelles de la ville close, le Guéodet (d'un mot breton proche de « cité »), il n'a pas de traces de luttes pour ériger une « commune » en opposition avec l'autorité ducale ou épiscopale.
Un procureur des bourgeois est nommé en vers 1430, mais ce n'est qu'en 1704 que la création d'un office de maire est décidée.
Quimper est une ville dont les notables, nobles, chanoines ou commerçants se font construire des « hostels » à pan de bois et aux façades savamment sculptées en bois et en pierre et les terres rurales proches sont parsemées des manoirs nobles dont certains sont des résidence d'été comme celui de Lanniron à Locmaria pour l'évêque.

La ville attire des ordres religieux qui s'installent dans et hors de la ville close, les Franciscains cordeliers étant mal acceptés et objets de saccages, malgré le renom de charité de Jean Discalceat, plus connu sous le nom de Santig du « le petit saint noir », mort en soignant les habitants de la peste en 1349.
En 1490 éclate une insurrection paysanne appelée « La commune de Cornouaille » et décrite par le chanoine Jean Moreau : des milliers de paysans mal armés assiègent la ville, mais sont repoussés et massacrés.

En 1594 et en 1595, la ville subit une épidémie de nature inconnue qui, selon le chanoine Moreau, emporte un tiers de la population et affecte nombre de soldats, lors du siège des troupes d'Henri IV.

## Epoque moderne

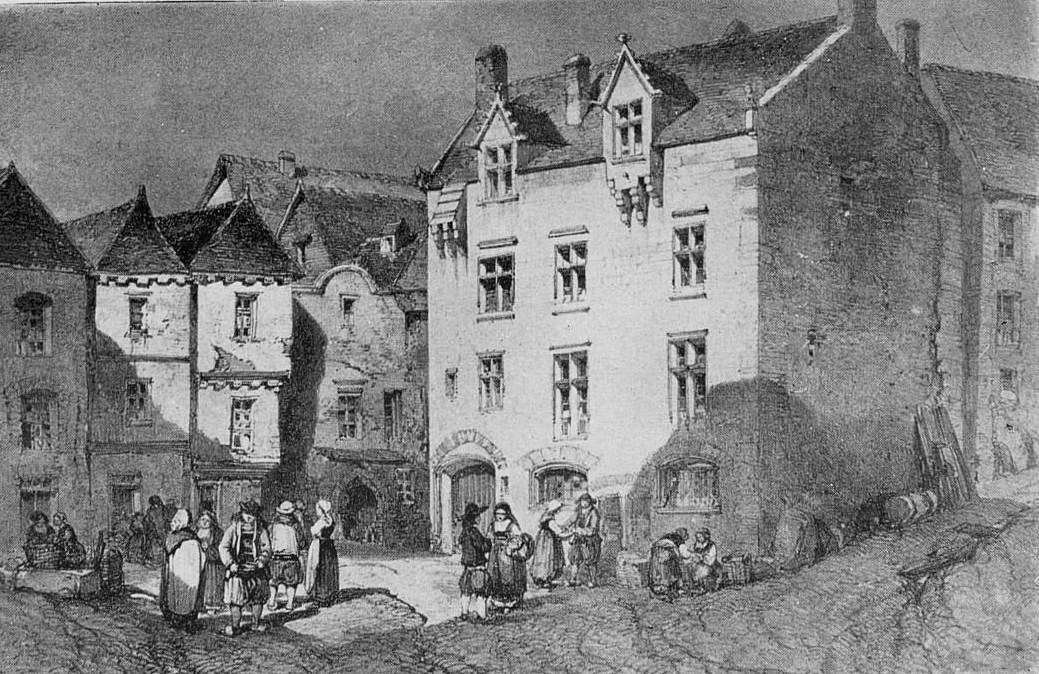
La Tour du Chatel, partie de la place Saint-Corentin, où avaient lieu les exécutions capitales (dont celle de Marion du Faouët)

### XVIe siècle, Quimper, ville ligueuse
La période des guerres de religion est plutôt agitée, car la ville, alliée de la Sainte-Ligue, se rend après avoir été assiégée en 1594 par l'armée royale commandée par le maréchal d'Aumont au nom d'Henri IV dont la conversion au catholicisme reste suspecte aux yeux de beaucoup. L'acte de capitulation a été signé le 9 octobre 1594. L'armée d'occupation ayant apporté la Peste, un tiers de la population de Quimper mourût.
L'imprimerie n'est venue que vers 1525, mais son essor sera, comme partout, limité par la politique de contrôle absolu de Louis XIV qui ne fait autoriser qu'un imprimeur par ville placé sous la censure de l'évêque qui est son premier client. La maison la plus ancienne de Quimper, datée du début du XVe siècle, fut justement le siège de l'imprimerie diocésaine.

Quimper bénéficie de la réforme judiciaire de 1552 qui renforce son rôle en en faisant le siège d'un présidial dont le ressort coïncide grossièrement avec le territoire du futur département du Finistère, sauf Quimperlé subordonné à Vannes.

### XVIIe siècle, la flèche de la cathédrale détruite par le feu
Le 1er février 1620, vers les 7 heures du matin, la flèche de la cathédrale fut touchée par la foudre, mais ce n'est que dans l'après-midi, qu'on vit apparaître de la fumée, puis des flammes. La foule, accourue en grand nombre, crut voir un horrible démon vert se trémoussant dans les flammes. Les chanoines du chapitre approchèrent les saintes reliques des flammes ; peine perdue, l'incendie poursuivit ses ravages, malgré l'emploi de 150 barriques d'eau et d'une cinquantaine de charretées de fumier et le diable continuait à évoluer en haut du clocher. Pour lutter contre ce fait de sorcellerie, les chanoines décidèrent alors de jeter dans le brasier un pain de seigle renfermant une hostie et d'asperger le feu d'eau bénite mélangée à du lait de femme. Tout aussitôt, le démon quitta les flammes et le feu s'éteignit, mais le clocher était totalement ruiné. La légende affirme que le pain de seigle contenant l'hostie fut retrouvé intact au milieu des cendres. Cette anecdote est connue sous le nom du "diable de Quimper-Corentin"..

### XVIIIe siècle, naissance de la faïencerie de Quimper
Le XVIIIe siècle apporte à Quimper l'exploitation, qui durera peu, du charbon de la Terre-Noire à Penhars et surtout le développement de la faïencerie initiée dès 1708 par un entrepreneur provençal, Pierre Bousquet suivi du Rouennais Pierre Clément Caussy. Ne disposant pas de terre à faïence, ils l'importent, soit de Fronsac (Bordeaux), soit de Rouen. Plus tard, l'argile gréseuse extraite à quelques kilomètres  au sud de Locmaria permit de fabriquer du grès (à partir de 1775-80).

## Epoque contemporaine

### Révolution française et chouannerie
La Révolution fut bien accueillie, mais les excès de la gauche montagnarde et hébertiste en 1793 suscitèrent des oppositions telles que celle des Chouans qui contrôlèrent une grande partie de la campagne environnante en 1799.
Le « brûlis des Saints », le 11 et 12 décembre 1792, journées de pillage et de destruction des églises, marqua les esprits : la municipalité a laissé faire les extrémistes antireligieux avant de s'apercevoir que la Convention avait demandé d'éviter de tels excès.

La ville était fermement tenue en main par les adeptes du changement, alors même que, sous le Directoire, la Chouannerie était maîtresse, la nuit venue, de la campagne proche.
En octobre 1800, l'évêque de Quimper, Yves Marie Audrein, est intercepté dans sa diligence dans une paroisse voisine, Kerfeunteun, et est assassiné par des chouans qui seront pris et exécutés quelque temps plus tard.

### XIXesiècle, arrivée du chemin de fer à Quimper
Le blocus continental mis en place par la Royal Navy en 1805 profite un temps au port de Quimper bien abrité au fond de sa ria et libre d'accès, car c'est surtout Brest qui est surveillée. Quelques corsaires font même un temps de Quimper leur port d'attache.
Au XIXe siècle, les fonctions administratives fuient Quimper, qui ne les réunira aux religieuses qu'à la fin du siècle, renforçant enfin le rôle de Quimper. L'augmentation lente de la population déborde peu à peu sur les communes voisines, car son territoire est exigu et les autres agglomérations très proches.
 C'est aussi une ville garnison qui héberge le 118e régiment d'infanterie de ligne sous la Troisième République (colonel Philippe Pétain au commandement en 1907).
L'arrivée du chemin de fer en 1863 prolongé ultérieurement jusqu'à Douarnenez et le développement du port pour l'exportation et l'importation de denrées agricoles augmente l'activité économique avec une accélération après 1880 du fait des progrès de la productivité agricole et d'une industrialisation réelle, quoique modérée, symbolisée par l'arrivée du gaz de houille produit et exploité par la compagnie Lebon qui installe des gazomètres sur le port.
 Celui-ci reste actif malgré la limitation en profondeur et en largeur d'un chenal étroit et soumis aux marées. Le port exporte des poteaux de mine à destination du pays de Galles tandis que la charbon, le sable et le vin sont parmi les importations  emblématiques.
Les jours de grande marée, les lougres, puis les goélettes et les sloops, plus tard les vapeurs, s'alignent le long des quais, du quartier du Cap Horn à la cale Saint-Jean. L'amélioration des communications permet les débuts du tourisme qui entraîne le développement des hôtels et des entreprises de transport. Quimper attire, par le charme de son site fluvio-maritime et de ses vieux quartiers. C'est aussi une plaque tournante pour l'accès aux stations balnéaires dont le succès s'affirme (notamment Bénodet et les petits ports de pêche du cap Sizun et du Pays Bigouden).
Une épidémie de choléra sévit à Quimper en mai 1893 : le journal Le Temps indique que le premier cas est survenu à l'hôpital Saint-Athanase, mais qu'il s'est étendu en ville, faisant de 8 à 10 cas mortels en trois jours ; « l'administration et le corps médical de Quimper déploient le plus grand zèle pour combattre le fléau : de toutes parts, des précautions sont prises et jusqu'aux wagons des voyageurs sont désinfectés et lavés avec des solutions de sublimé ».

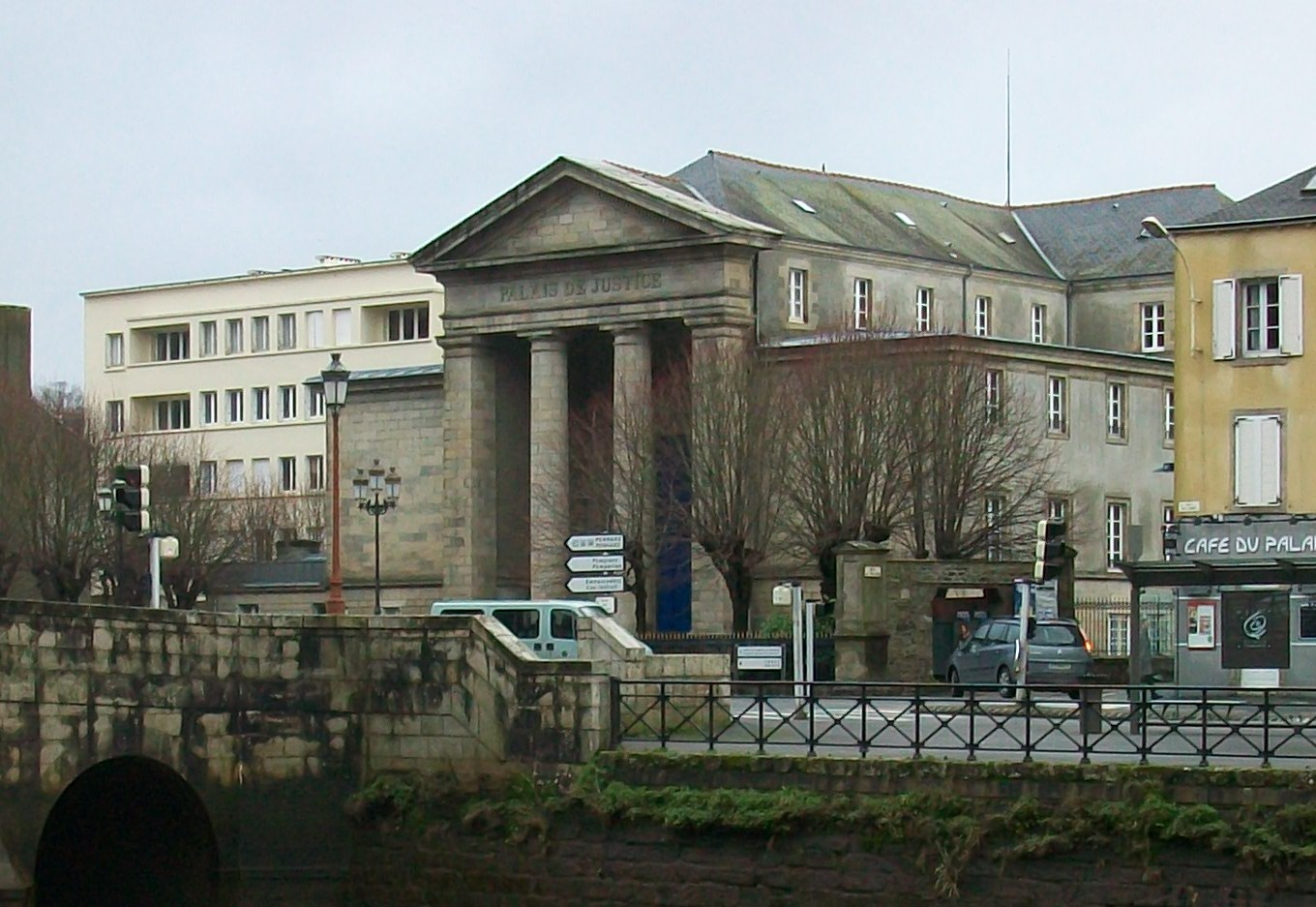
Le Palais de justice de Quimper.
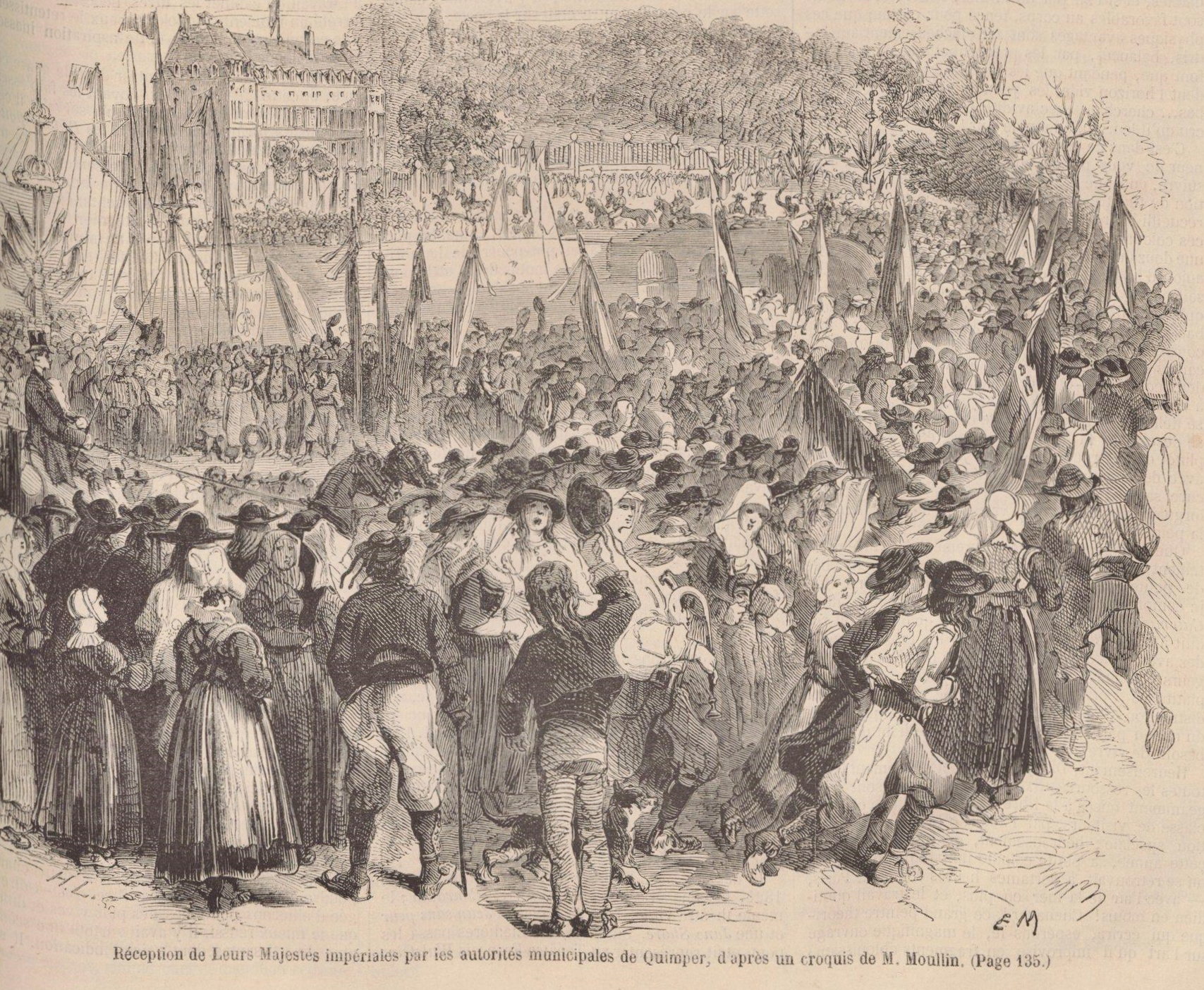
Réception de leurs Majestés impériales par le Conseil municipal de Quimper en août 1858.
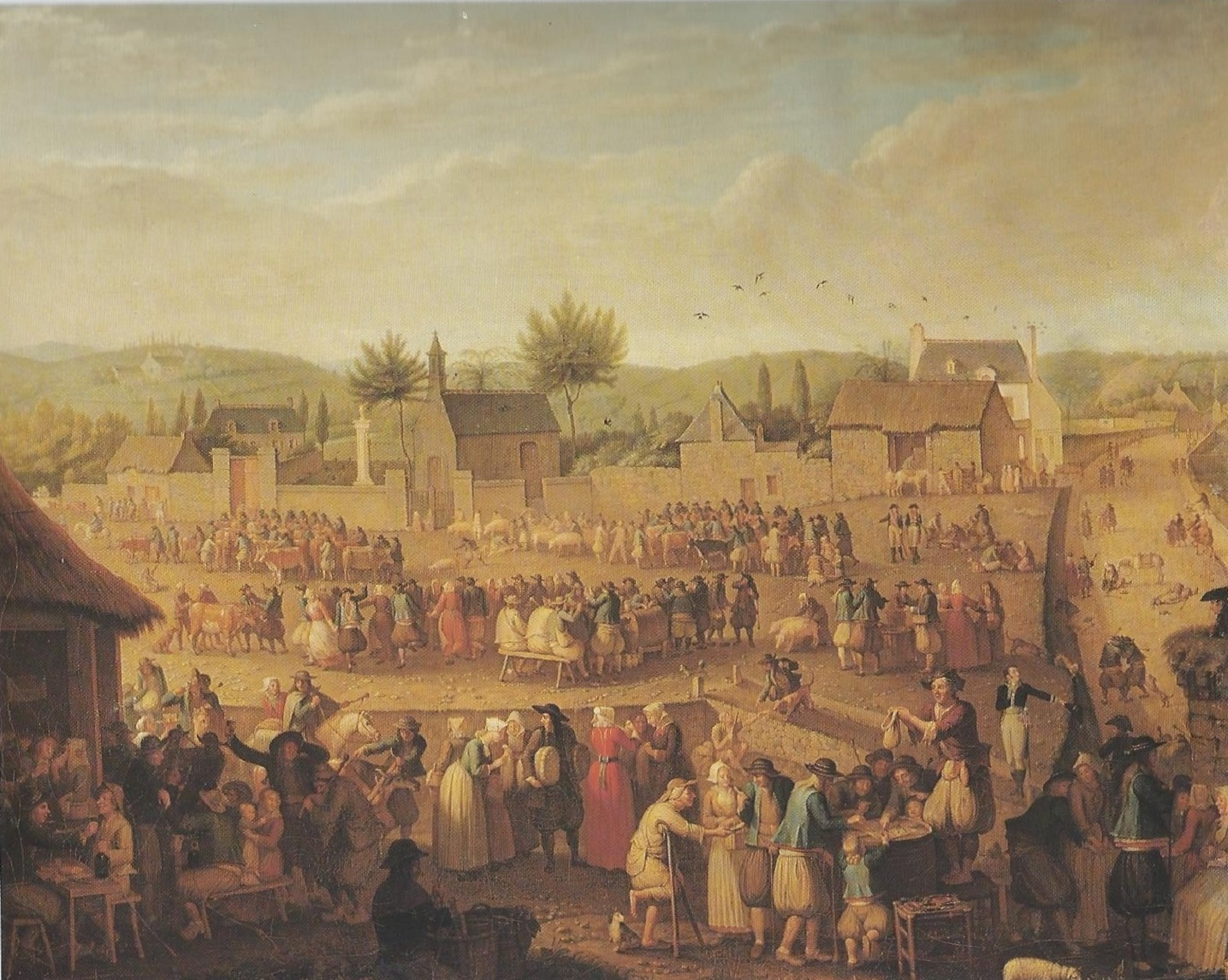
Le champ de foire de Quimper par Olivier Perrin (1821), musée des beaux-arts de Quimper.

### XXesiècle
Les industries agro-alimentaires deviennent pour longtemps un des piliers économiques (conserves de poisson, de légume et de fruits, confitures). Le textile et la mécanique légère, ainsi que la production de faïence contribuent aussi à une expansion importante dans la première moitié du XXe siècle.

#### La Première Guerre mondiale
Le 118e régiment d'infanterie, basé à Quimper, participa à la Première Guerre mondiale.
En 1914 le régiment intègre avec le 19e régiment d'infanterie de ligne la 44e brigade d'infanterie avec un recrutement essentiellement breton (118e à Quimper et 19e à Brest). Cette brigade se distinguera sur de nombreux champs de bataille : Belgique, Marne, Somme, Champagne, Verdun, Chemin des Dames…
Le 318e régiment d'infanterie est un régiment d'infanterie de l'Armée de terre française constitué en 1914 avec les bataillons de réserve du 118e régiment d'infanterie.
Le dépôt du 151e régiment d'infanterie, habituellement en garnison en temps de paix à Verdun, fut transféré à Quimper. Le soldat Henri Laporte, originaire de l'Aisne, arrive à Quimper le 22 novembre 1914 écrit : « Nous traversâmes la ville en longeant les bords de l'Odet et, après avoir dépassé la cathédrale, nous nous dirige âmes vers Kerfeunten, petit village situé à un kilomètre environ de Quimper. C'.est là que nous devons cantonner, dans une ëcole de filles, libre d'élèves bien entendu. C'était notre « caserne ». Nous étions une trentaine par salle. Une botte de paille pour deux hommes nous servait de lit. (...) [Le lendemain] nous fûmes réveillés par une sonnerie de clairon. (...) Pendant quinze jours, nous fîmes l'exercice avec des bâtons qui nous tenaient lieu de fusil. (...)Le tir à la cible sur le mont Frugy était parmi les exercices les plus côtés du programme intensif. (...) ».
Le 118e régiment d'infanterie, basé à Quimper, a compté 2 991 morts bretons pendant la Première Guerre mondiale ; son régiment de réserve, le 318e régiment d'infanterie, en a compté 384 et le 86e régiment d'infanterie territoriale, aussi basé à Quimper, 106.
Outre les soldats quimpérois mobilisés dans l'armée de terre française pendant la Première Guerre mondiale, plusieurs jeunes gens de Quimper ont également servi dans la Marine Nationale. Parmi eux, le matelot télégraphiste quimpérois Adolphe Harré, périt tragiquement avec l'équipage du cargo Longwy, torpillé au large de l'Écosse le 4 novembre 1917. Le nom d’Adolphe Harré est gravé sur le monument aux morts du cimetière Saint-Marc de Quimper, et il repose dans le cimetière de Doune à Girvan. En hommage aux 31 marins ayant péri lors du naufrage du Longwy, une stèle commémorative a été inaugurée le 12 octobre 2024 en Écosse.

#### La Seconde guerre mondiale
Pendant la Seconde Guerre mondiale, les Allemands occupèrent la ville de Quimper à partir du 19 juin 1940 et s'installèrent au lycée Le Likès, et occupèrent l'école Saint-Charles qu'ils utilisèrent comme prison où fut notamment enfermé Joseph Salaün, le directeur du Likès, avant d'être déporté. On estime entre 2 000 et 3 000 le nombre de prisonniers passés par la prison Saint-Charles entre octobre 1943 et août 1944, dont plusieurs dizaines furent fusillés, en particulier entre le 21 avril et le début du mois de mai 1944 dans les dunes du Poulguen à Penmarc'h et le 15 mai 1944 dix-sept hommes dont 11 résistants du groupe Vengeance et deux déserteurs russes dans les dunes domaniales de Mousterlin en Fouesnant.

##### Le camp de Lanniron

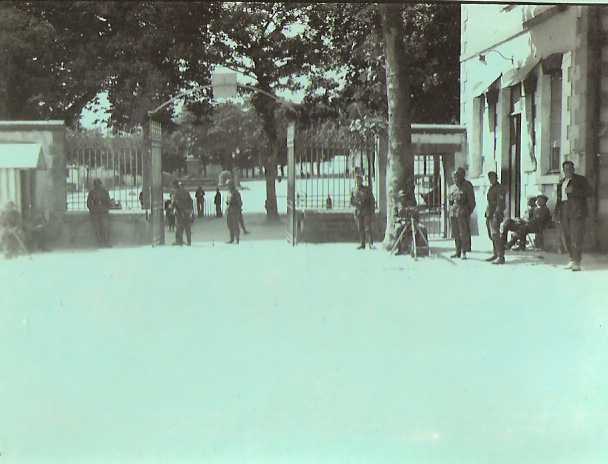
Entrée du camp « Frontstalag 135 » en 1940.

La ville abrita le camp de prisonniers de guerre de Lanniron « Frontstalag 135 » ouvert par les Allemands en septembre 1940. Ce camp fut installé sur la rive gauche de l'Odet où des terrains privés furent réquisitionnés par les autorités militaires allemandes d'occupation. Au début du mois de novembre 1940, le château de Lanniron fut également réquisitionné et mis à disposition des officiers commandant le camp de prisonniers. À partir de la fin de l'année 1940 jusqu'en août 1944, le site sera le lieu de l'emprisonnement de Français. Selon un rapport de la Croix-Rouge française datant de mai 1941 il y avait « 803 blancs, 6.592 hommes de couleur, 31 noirs, 320  « annamites » , soit un total de 7.746 hommes », astreints au travail forcé. Dix soldats coloniaux décèderont dans le camp.
Puis, à partir d'août 1944 jusqu'en juin 1946, le camp deviendra un camp de prisonniers pour les Allemands. On dénombra 39 décès allemands. Le camp de prisonniers fut fermé le 29 juin 1946 car les autorités militaires françaises levèrent la réquisition des terrains qui furent alors restitués à leur propriétaire. Aujourd'hui, aucune trace du camp n'est visible puisqu'il fut entièrement démoli, les bâtiments étant totalement rasés.

##### La résistance à Quimper, le sabotage duSTO
L'occupation allemande pèse sur une ville qui est le théâtre de hauts faits de la Résistance (première émission de radio clandestine vers la Grande-Bretagne le 27 mars 1941 par Jean Le Roux, à l'origine du réseau Johnny, vol et destruction de 40 000 dossiers du STO le 14 janvier 1944, attaque de la prison Saint-Charles le 12 mars 1944 par des membres du maquis de Pen-ar-Pont dont les prisonniers sont finalement libérés le 8 août 1944).
Louis Kerneis, Antoine Le Bris et Jeannette Cras, qui étaient employés dans les bureaux du STO, délivraient de fausses cartes, modifiaient les listes et entretenaient le désordre dans les dossiers pour éviter à un maximum de personnes d'être réquisitionnées. Leurs activités risquant d'être découvertes, ils organisent le 14 janvier 1944 le vol des dossiers. Laurent Jacq (polytechnicien qui dirigeait le groupe), André Fauvel, Jean Le Bris, Germaine Dolley, Hervé Bénéat et Jean Le Corre se firent enfermer le soir dans les bureaux. 44 000 dossiers furent déménagés et brûlés dans un four de boulanger. Kerneis et Cras furent dénoncés et arrêtés immédiatement ; les frères Le Bris, Jacq, Bénéat, Le Corre un mois après. Jeannette Cras fut libérée, les autres furent déportés à Neuengamme ; seuls Jean Le Bris et Jean Le Corre sont revenus vivants,,.

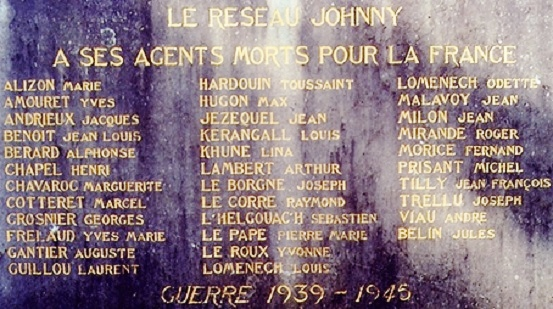
Plaque commémorative en l'honneur de morts du réseau Johnny à Kerfeunteun (Quimper)
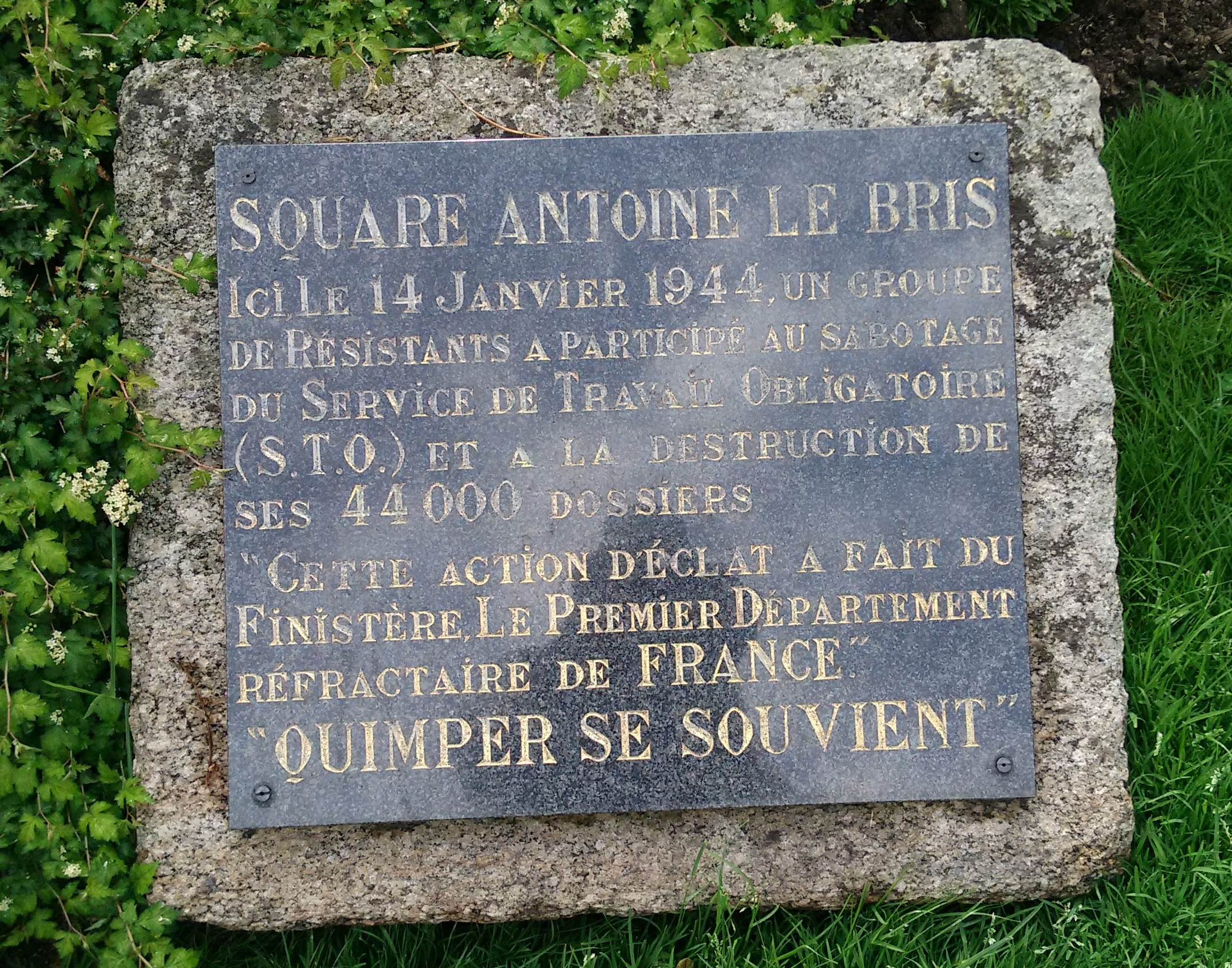
Stèle à la mémoire d'Antoine Le Bris et du sabotage du STO le 14 janvier 1944, square Antoine Le Bris à Quimper
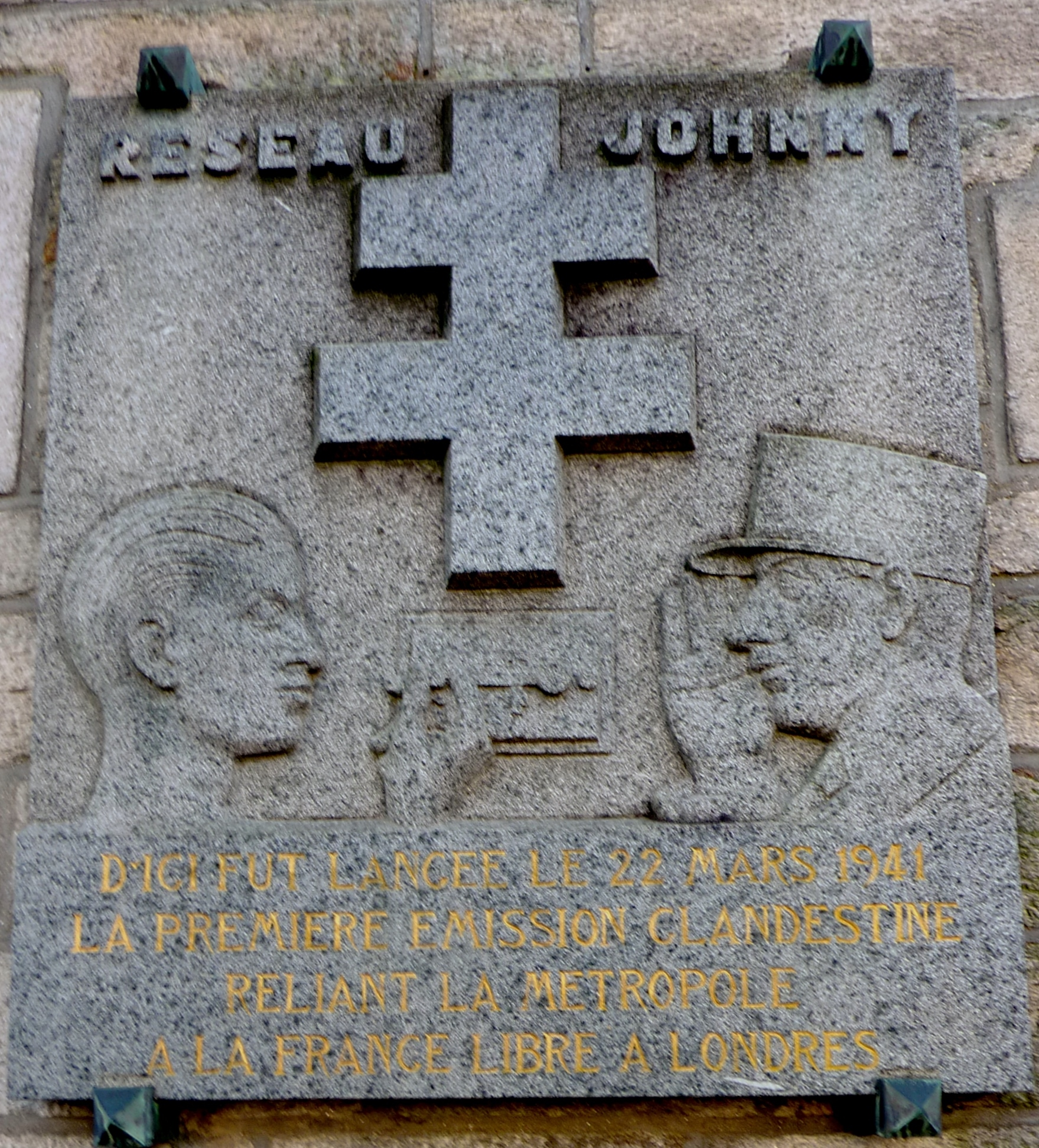
Plaque commémorative de la première émission de radio clandestine émise par le « réseau Jhonny » à destination de Londres.
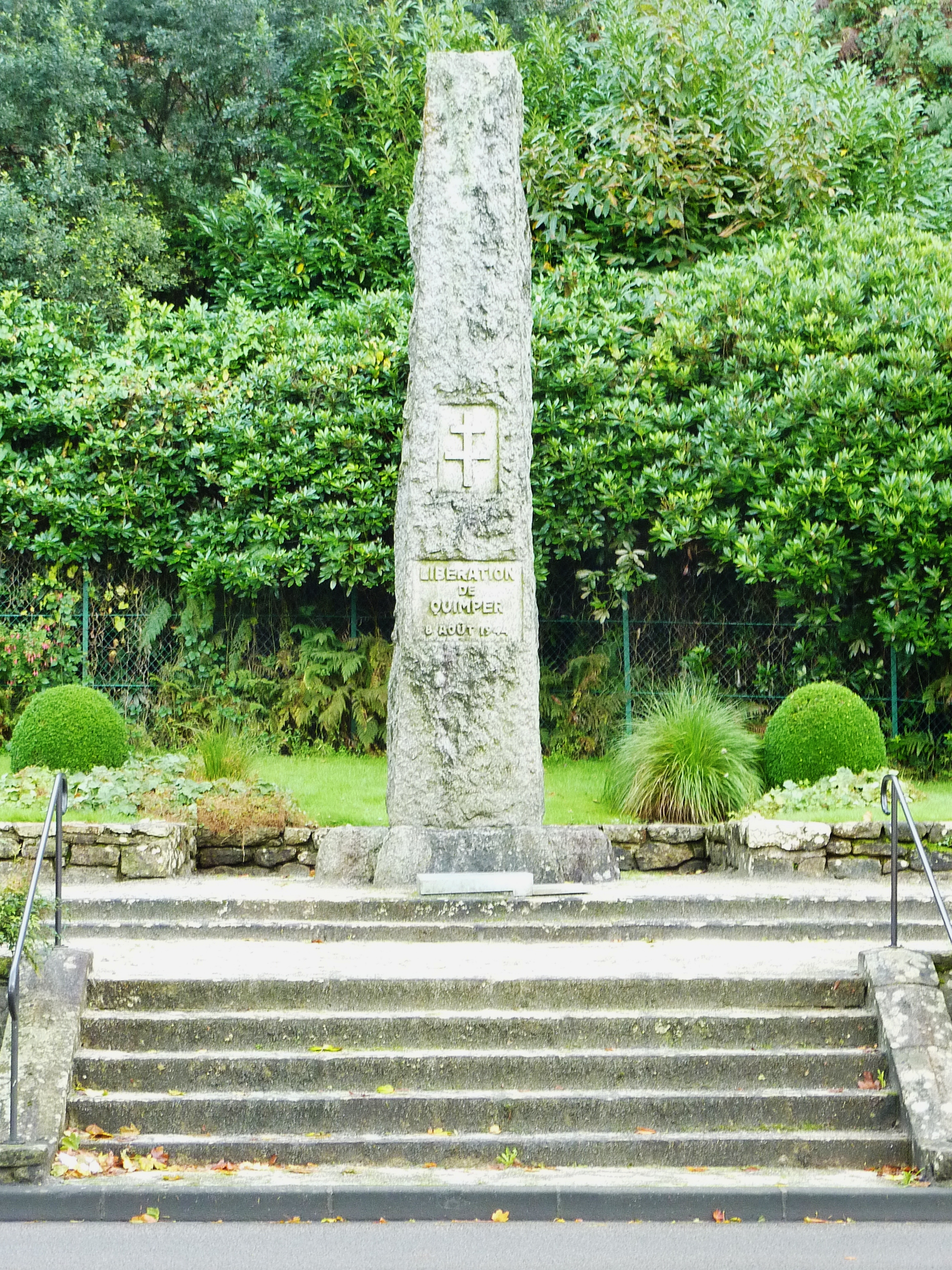
Le monument de la Libération de Quimper.

##### La collaboration à Quimper
Quimper connut aussi des collaborateurs notoires, par exemple Yann Bricler, directeur des "Biscuiteries de Locmaria", membre du Parti national breton, partisan d'une collaboration totale avec les Allemands, dénonça de nombreux résistants. Il fut assassiné par deux résistants du maquis FTP de Saint-Goazec à Locmaria le 4 septembre 1943. Il était le cousin d'Olier Mordrel et un proche de l'abbé Perrot. Roger Elophe, un étudiant en droit de Quimper issu d'une famille germanophile, fut interprète du SD d'abord à Quimper, puis à Saint-Brieuc. Maurice Zeller, un collaborateur notoire qui sévit d'abord dans la région de Plouha et Saint-Quay-Portrieux, fut muté à l'Abwehrstelle de Quimper, exerçant aussi ses sinistres activités à Douarnenez, avant d'aller après le débarquement de Normandie pourchasser les résistants du maquis de Saint-Marcel.
Le journal L'Ouest-Éclair, alors journal collaborationniste, titre le 17 mai 1944 : "Quinze terroristes exécutés à Quimper" et écrit : « Douze Français, un Belge et deux Russes, âgés de 19 à 49 ans, assimilés à des groupements de résistance dans le Finistère, ont été trouvés porteurs d'armes et autres engins de combat. (...) Les membres de l'un de ces groupes ont aussi exécutés des vols à main armée et un attentat contre la vie d'un civil parmi la population française. Des membres d'un autre groupe ont provoqué le déraillement d'un train. Ils ont été condamnés à mort pour ces faits en date du 15 mai 1944 par un tribunal militaire allemand. Le jugement a été exécuté le même jour ».

##### La Libération de Quimper
Le 21 mai 1944, la gare de Quimper fut mitraillée par des avions britanniques, l'usine à gaz fut atteinte. Deux employés de la S.N.C.F. furent tués et deux autres blessés.
La résistance fut assez forte pour harceler l'ennemi, en particulier, en assiégeant Quimper entre le 5 et le 8 août 1944, jour des combats de  Tréqueffelec, les Allemands à la nouvelle de l'arrivée des Alliés se replièrent.
La ville fut libérée le 8 août 1944 après 1 509 jours d'occupation.

### Le grand Quimper

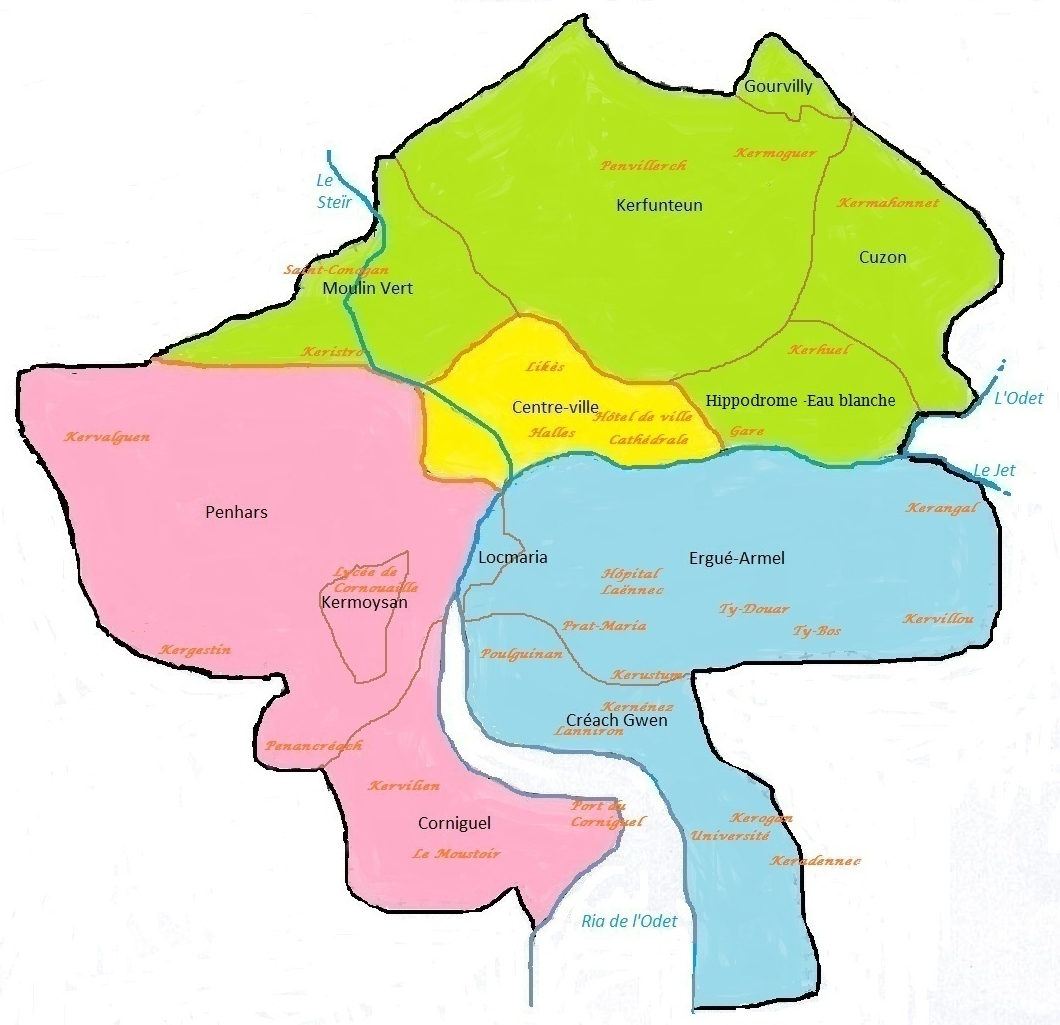
Les quartiers de Quimper

La fusion de 4 communes (Quimper, Ergué-Armel, Kerfeunteun, Penhars) pour former le « Grand Quimper » en 1960 favorise l'essor de la construction et des équipements pour faire de la ville une agglomération où les transports se développent par la création de voies nouvelles, de rocades, de ponts et par l'arrivée de liaisons rapides par avion (liaison vers Paris), par train (TGV) et par route (voie express vers Paris et Brest).

Si Brest est choisie en 1962 comme siège de l'Université de Bretagne occidentale (UBO), Quimper accueille finalement un IUT, un collège universitaire étendu en un pôle universitaire dépendant de l'UBO en 1998 et différentes formations supérieures, le tout concernant plus de 4 000 étudiants.
L'habitat collectif est implanté par planification nationale à Penhars et Ergué-Armel, tandis que les hauteurs se couvrent de milliers de pavillons aux murs blancs et aux toits d'ardoise sombres.
De moins de 44 000 habitants avant 1960, Quimper passe à 64 700 en 2006, loin des 120 000 projetés en 1970, mais continuant à accueillir quelques centaines de nouveaux habitants chaque année.
De grandes zones industrielles à l'Est et à l'Ouest s'ajoutent à la zone de l'Hippodrome.

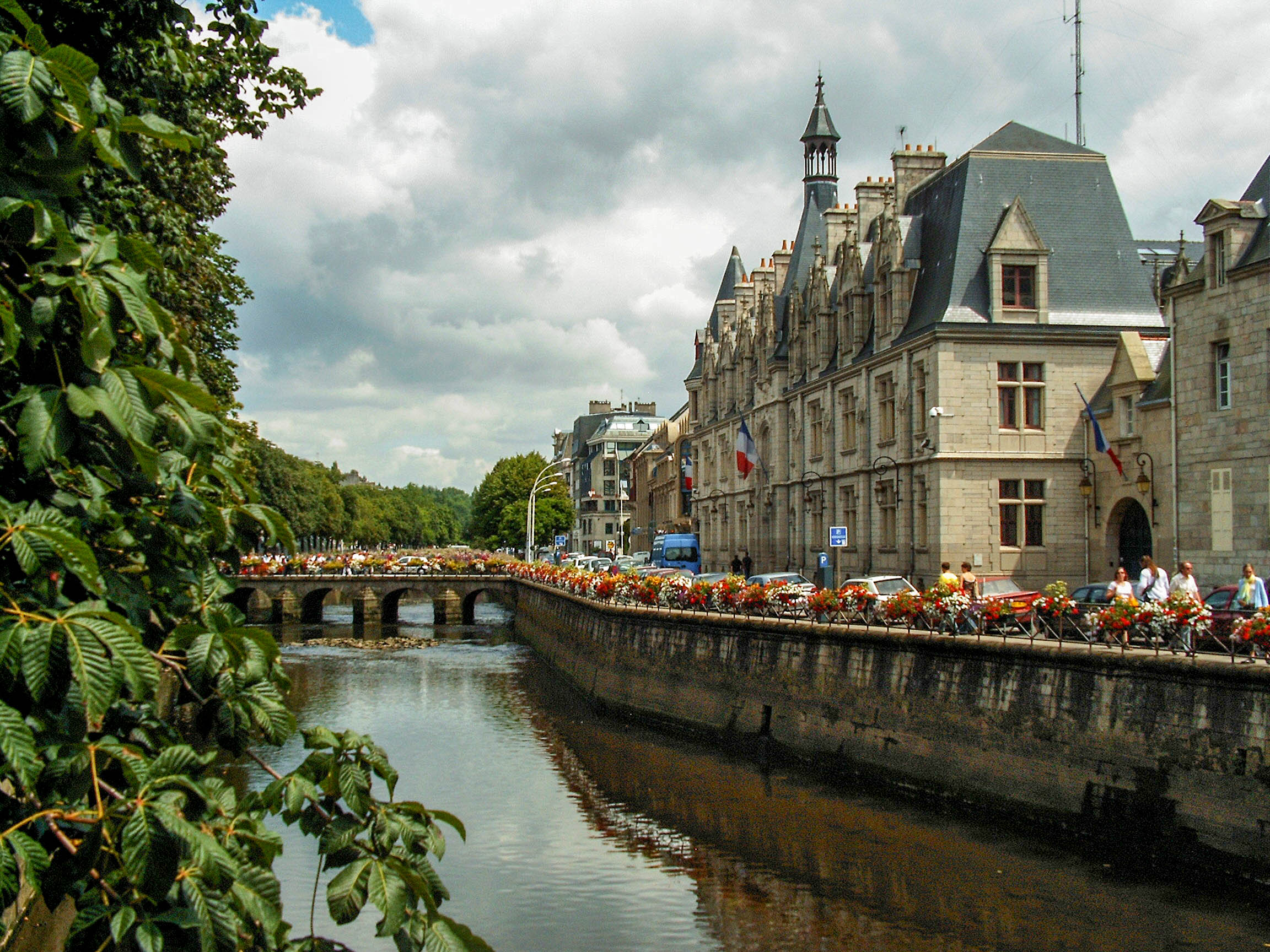
La Préfecture du Finistère, le long des quais de l'Odet

### La manifestation de 1967
Le 2 octobre 1967, Quimper connaît une violente manifestation paysanne : coups de crosse contre barres de fer et grenades offensives tirés par les gardes mobiles acculés qui cherchent à empêcher la mise à sac de la préfecture. Il y eut 200 blessés dont une vingtaine grièvement, mais heureusement pas de décès.
Quimper a connu depuis de nombreuses autres manifestations, souvent assez violentes, notamment celle des Bonnets rouges du 2 novembre 2013 contre l'écotaxe

## XXIesiècle
En 2001 a été achevé un programme de rénovation du pavage complet dans la zone semi-piétonne, confortant l'image de ville touristique, qui est toujours classée "Ville d'art et d'histoire".
Le pôle agroalimentaire garde un socle d'activités solide à Kéradennec (centre Sud) et à Troyallac'h (sur la commune proche de Saint-Évarzec), malgré des baisses conjoncturelles et la construction immobilière reste florissante. 
La zone d'activité de Créac'h-Gwenn accueille plus d'entreprises, certaines  des activités de service de haute technologie, à Kerbabic, ainsi qu'une extension des installations universitaires. La création dune base de loisirs nautiques sur l'Odet maritime et la municipalisation d'équipements sportifs privés en fait aussi un lieu de pratique sportive de loisir de masse.

L'équipe de basket-ball, UJAP Quimper, s'est hissée au niveau national, ainsi que celle de volley-ball.

La communauté d'agglomération de Quimper est desservie en haut et très haut débit par le réseau Hermineo. Plus de 90 km de fibre optique desservent les zones d'activités et services publics en très haut débit. Ce réseau assure également le dégroupage total des 11 centraux téléphoniques de l'agglomération. Enfin, le réseau Hermineo propose aux foyers situés en zones blanches une connexion haut débit WiMAX et satellite.

Le développement urbain s'effectue principalement au Nord de l'agglomération (entre l'avenue de Ti Pont et le boulevard urbain NO), ainsi qu'à l'Ouest. La politique d'urbanisation prévoit la création de plusieurs éco-quartiers. Une politique de ralentissement des vitesses de circulation en ville est aussi mise en œuvre par la création de « zones 30 ». Le développement de bus en site propre, l'augmentation de fréquences de passages sur les lignes principales et la création de parkings de dissuasion visent à limiter la circulation dans le centre-ville.

## Chronologie
- v.855 : première mention certaine d'un évêque à Quimper
- 1022 : séparation des titres de comte et d'évêque (Alain Canhiart et son frère Orscant)
- 1085 : première mention de « Quempercorentin » dans un acte du comte (duc) Alain Fergent
- 1239 : début des travaux de la cathédrale actuelle
- 1240 : construction du couvent des Cordeliers entre le bas de la rue Kéréon et l'Odet
- 1344 : prise de Quimper par Charles de Blois
- 1349 : épidémie de peste
- 1364 : siège et prise de Quimper par Jean IV de Montfort
- 1384 : Jean IV accorde des privilèges aux habitants de la ville close (exemption de droits féodaux et de taxes)
- 1490 : insurrection paysanne en Cornouaille, les révoltés prennent la ville qui est reprise par le roi Charles VIII en 1491.
- 1510 : construction de la remarquable partie ancienne du Palais de l'évêque "fou", Claude de Rohan.
- 1594 : siège de Quimper par le maréchal d'Aumont.
- 1594-1595 : épidémie d'une maladie inconnue qui aurait touché un tiers de la population estimée à 5 000 habitants.
- 1620 : création du collège des Jésuites. Incendie du clocher de la cathédrale Saint-Corentin.
- 1669 : fondation du premier séminaire
- 1704 : création de l'office de maire de Quimper
- 1708 : création par Bousquet de la première fabrique de faïence à Locmaria
- 1746 : incendie qui dure 12 jours dans le vieux centre (rue du Guéodet et rue Kéréon)
- 1747 : achèvement de la chapelle du collège des Jésuites après 80 ans de travaux.
- 1790 : Quimper emporte de haute lutte face à Landerneau d'être le chef-lieu du nouveau département du Finistère
- 1792 : le couvent des Cordeliers est vendu comme Bien National
- 1793 : le jour de la Saint-Corentin, sous la pression  des antireligieux, la municipalité ordonne la destruction des objets du culte et des armoiries des églises et de la cathédrale devant laquelle est opéré le « brûlis des saints »
- 1800 : assassinat par les Chouans de l'évêque Yves Marie Audrein, premier évêque constitutionnel de France. Premier préfet nommé par Napoléon Bonaparte
- 1838 : fondation du Likès
- 1842 : percement de la rue de Brest
- 1843 : construction des grandes halles couvertes à l'emplacement du cimetière de l'ancien du couvent des Cordeliers
- 1855 : premier des très nombreux voyages d'Eugène Boudin à Quimper et aux alentours
- 1856 : construction des flèches de la cathédrale
- 1858 : réception de l'empereur Napoléon III qui annonce le financement du quai de Kerguélen et du jardin public
- 1863 : arrivée du chemin de fer
- 1876 : Louis-Marie Hémon, premier député républicain

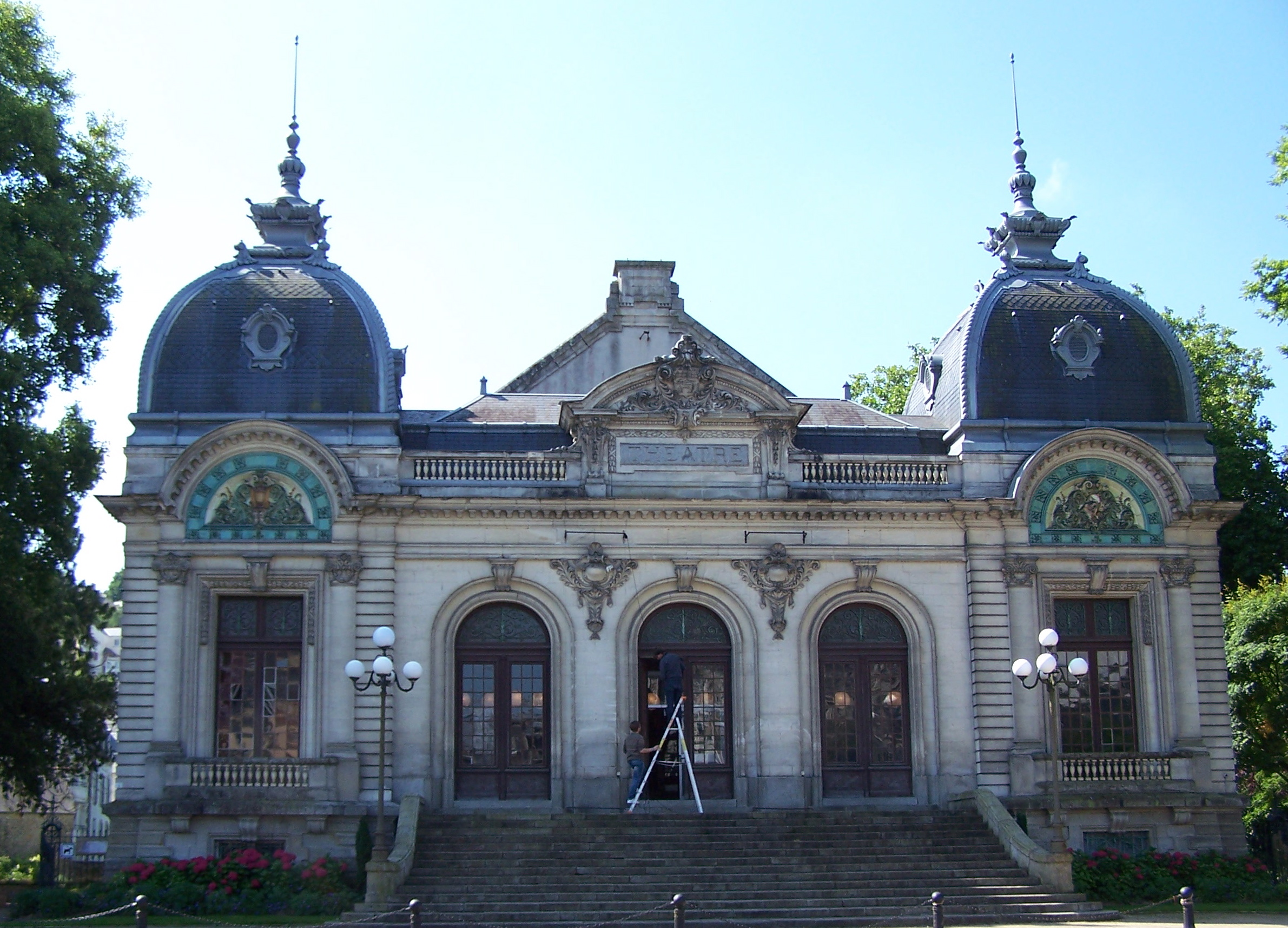
Théâtre Max-Jacob.

- 1904 : inauguration du théâtre municipal (qui a pris le nom de Max Jacob en 1998)
- 1905 : grève générale des ouvriers pendant 4 jours
- 1911 : transfert du Musée départemental breton dans l'ancien palais de l'évêque
- 1923 : première fête des Reines de Cornouaille devenue maintenant le Festival de Cornouaille
- 1927 : les autonomistes bretons, alsaciens et corses signent la charte du Comité Central des Minorités Nationales de France au café de l'épée, provoquant la colère du président Poincaré
- 1933 : construction de la maison Ty Kodak par Olier Mordrel dans le style « paquebot », courant de l'Art déco
- 1935 : aérodrome ouvert à Pluguffan
- 1941 : construction du camp de prisonniers 135[36]
- 1944 : libération de la ville, les résistants armés forçant l'ennemi à se retirer plus vite.
- 1955 : construction du Pont de Cornouaille, le premier construit entre Quimper et la mer.
- 1960 : première visite officielle du général de Gaulle à Quimper.
- 1960 : fusion des 4 communes pour former le Grand Quimper (avec Ergué-Armel, Kerfeunteun et Penhars)
- 1964 : l'aéroport de Quimper Cornouaille est ouvert aux lignes régulières de passagers vers Paris
- 1966 : Quimper devient une ville d'Art et d'Histoire
- 1968 : inauguration du complexe sportif de Penvillers
- 1969 : dernière apparition publique du général de Gaulle lors d'un discours sur la place de la Résistance
- 1969 : ouverture du « second boulevard » de long de l'Odet (boulevard Dupleix)
- 1969 : ouverture du premier hypermarché, route de Bénodet dans le quartier de Créac'h-Gwenn
- 1969 : ouverture de l'Institut universitaire de technologie de Quimper
- 1973 : mise en service de la Cité administrative à Ty-Nay
- 1974 : construction du Pont de Poulguinan sur l'Odet (rocade sud)
- 1976 : incendie des halles couvertes
- 1980 : création de l'Hôpital Laennec
- 1982 : cession à la ville de la caserne La Tour d'Auvergne
- 1986 : inauguration  du Centre des Arts, de la Culture et de congrès, rue du Chapeau-Rouge
- 1987 : l'ouragan détruit la hêtraie du Frugy
- 1988 : création de la Technopôle Quimper-Cornouaille
- 1989 : ouverture de la zone commerciale de Gourvily
- 1997 : inauguration du pôle universitaire Pierre-Jakez-Hélias à Créac'h-Gwenn
- 1998 : inauguration du Théâtre de Cornouaille
- 1999 : création de l'Office public de la langue bretonne- Ofis ar Brezhoneg sous la forme d'une association.
- 2005 : Quimper accueille la 42e Européade
- 2007 : début des travaux d'installation de la fibre optique, projet Très Haut Débit Hermineo, dans les rues de Quimper
- 2008 : après les entreprises, des offres commerciales d'opérateurs sont proposées aux particuliers en fibre optique ou WiMAX
- 2008 : inauguration du Contournement Nord Ouest (CNO), boulevard urbain à quatre voies, permettant une meilleure desserte du Nord et de l'Ouest de l'agglomération
- 2008 : inauguration de la Médiathèque des Ursulines
- 2008 : achèvement de la restauration de la Cathédrale Saint-Corentin
- 2009 : création du nouveau magazine mensuel de Quimper Communauté, "Le Mag"
- 2011 : ouverture de la galerie commerciale du Chapeau-Rouge (centre ville)
- 2011 : aménagement et piétonisation de la place Terre-au-Duc et de ses alentours.
- 2012 : ouverture de la salle de cinéma multiplex de la Providence.